# Hóquei sobre a grama nos Jogos Olímpicos de Verão de 2024
Os torneios de hóquei sobre a grama (português brasileiro) ou hóquei em campo (português europeu) nos Jogos Olímpicos de Verão de 2024 foram disputados entre 27 de julho e 9 de agosto de 2024 no Stade Olympique Yves-du-Manoir, um local que foi legado dos Jogos Olímpicos de Verão de 1924. Vinte e quatro equipes (doze masculinas e doze femininas) competiram entre si em seus respectivos torneios.

## Qualificação
O Comitê Olímpico Internacional (COI) e a Federação Internacional de Hóquei (FIH) ratificaram e divulgaram os critérios de qualificação para Paris 2024 em 30 de março de 2022. Cada um dos campeões continentais de cinco confederações (África, Américas, Ásia, Europa e Oceania) garantiu as vagas masculinas e femininas para seus respectivos CON, enquanto o país anfitrião, a França, recebeu uma cota direta de vaga no torneio masculino e feminino depois de terem alcançado pelo menos o 25º lugar no ranking mundial da FIH.
O restante das vagas foi atribuído aos CONs elegíveis com uma classificação substancial por meio de dois torneios separados de qualificação para as Olimpíadas. As três melhores equipes no final de cada torneio garantira as vagas para completar o total de doze equipes para Paris 2024. Se a França vencesse o Campeonato Europeu de 2023, o número de vagas dos torneios de qualificação mundial aumentaria para sete, com a vaga restante sendo atribuída ao melhor classificado entre os dois quartos colocados de cada torneio.
Masculino
| Método                        | Data                                | Local           | Vagas | Classificado  |
| ----------------------------- | ----------------------------------- | --------------- | ----- | ------------- |
| País-sede                     | —                                   | —               | 1     | França        |
| Copa da Oceania de 2023       | 10–13 de agosto de 2023             | Whangarei       | 1     | Austrália     |
| Campeonato Europeu de 2023    | 19–27 de agosto de 2023             | Mönchengladbach | 1     | Países Baixos |
| Jogos Asiáticos de 2022       | 23 de setembro–8 de outubro de 2023 | Hancheu         | 1     | Índia         |
| Jogos Pan-Americanos de 2023  | 25 de outubro–3 de novembro de 2023 | Santiago        | 1     | Argentina     |
| Pré-Olímpico Africano de 2023 | 29 de outubro–5 de novembro de 2023 | Pretória        | 1     | África do Sul |
| Pré-Olímpico Mundial de 2024  | 13–21 de janeiro de 2024            | Valência        | 3     | Bélgica       |
| Pré-Olímpico Mundial de 2024  | 13–21 de janeiro de 2024            | Valência        | 3     | Espanha       |
| Pré-Olímpico Mundial de 2024  | 13–21 de janeiro de 2024            | Valência        | 3     | Irlanda       |
| Pré-Olímpico Mundial de 2024  | 13–21 de janeiro de 2024            | Mascate         | 3     | Alemanha      |
| Pré-Olímpico Mundial de 2024  | 13–21 de janeiro de 2024            | Mascate         | 3     | Grã-Bretanha  |
| Pré-Olímpico Mundial de 2024  | 13–21 de janeiro de 2024            | Mascate         | 3     | Nova Zelândia |

Feminino
| Método                        | Data                                | Local           | Vagas | Classificado   |
| ----------------------------- | ----------------------------------- | --------------- | ----- | -------------- |
| País-sede                     | —                                   | —               | 1     | França         |
| Copa da Oceania de 2023       | 10–13 de agosto de 2023             | Whangarei       | 1     | Austrália      |
| Campeonato Europeu de 2023    | 18–26 de agosto de 2023             | Mönchengladbach | 1     | Países Baixos  |
| Jogos Asiáticos de 2022       | 23 de setembro–8 de outubro de 2023 | Hancheu         | 1     | China          |
| Jogos Pan-Americanos de 2023  | 26 de outubro–4 de novembro de 2023 | Santiago        | 1     | Argentina      |
| Pré-Olímpico Africano de 2023 | 29 de outubro–5 de novembro de 2023 | Pretória        | 1     | África do Sul  |
| Pré-Olímpico Mundial de 2024  | 13–20 de janeiro de 2024            | Ranchi          | 3     | Alemanha       |
| Pré-Olímpico Mundial de 2024  | 13–20 de janeiro de 2024            | Ranchi          | 3     | Estados Unidos |
| Pré-Olímpico Mundial de 2024  | 13–20 de janeiro de 2024            | Ranchi          | 3     | Japão          |
| Pré-Olímpico Mundial de 2024  | 13–20 de janeiro de 2024            | Valência        | 3     | Bélgica        |
| Pré-Olímpico Mundial de 2024  | 13–20 de janeiro de 2024            | Valência        | 3     | Espanha        |
| Pré-Olímpico Mundial de 2024  | 13–20 de janeiro de 2024            | Valência        | 3     | Grã-Bretanha   |

## Nações participantes
| Nação              | Masculino | Feminino | Competidores |
| ------------------ | --------- | -------- | ------------ |
| RSA África do Sul  | Yes       | Yes      | 33           |
| GER Alemanha       | Yes       | Yes      | 36           |
| ARG Argentina      | Yes       | Yes      | 34           |
| AUS Austrália      | Yes       | Yes      | 35           |
| BEL Bélgica        | Yes       | Yes      | 38           |
| CHN China          |           | Yes      | 17           |
| ESP Espanha        | Yes       | Yes      | 34           |
| USA Estados Unidos |           | Yes      | 16           |
| FRA França         | Yes       | Yes      | 35           |
| GBR Grã-Bretanha   | Yes       | Yes      | 34           |
| IND Índia          | Yes       |          | 16           |
| IRL Irlanda        | Yes       |          | 17           |
| JPN Japão          |           | Yes      | 16           |
| NED Países Baixos  | Yes       | Yes      | 35           |
| NZL Nova Zelândia  | Yes       |          | 19           |
| Total: 15 CONs     | 12        | 12       | 415          |

## Calendário
Os torneios de hóquei sobre a grama foram realizados durante 10 dias, com ambos se iniciando em 27 de julho e se encerrando em 8 (masculino) e 9 de agosto de 2024 (feminino).
| G | Fase de grupos | QF | Quartas de final | SF | Semifinais | B | Disputa pelo bronze | F | Final |

| DataEvento | Sáb 27 jul | Dom 28 jul | Seg 29 jul | Ter 30 jul | Qua 31 jul | Qui 1 ago | Sex 2 ago | Sáb 3 ago | Dom 4 ago | Seg 5 ago | Ter 6 ago | Qua 7 ago | Qui 8 ago | Qui 8 ago | Sex 9 ago | Sex 9 ago |
| ---------- | ---------- | ---------- | ---------- | ---------- | ---------- | --------- | --------- | --------- | --------- | --------- | --------- | --------- | --------- | --------- | --------- | --------- |
| Masculino  | G          | G          | G          | G          | G          | G         | G         |           | QF        |           | SF        |           | B         | F         |           |           |
| Feminino   | G          | G          | G          |            | G          | G         | G         | G         |           | QF        |           | SF        |           |           | B         | F         |

## Medalhistas
| Evento             | Ouro | Prata | Bronze |
| ------------------ | --- | --- | --- |
| Masculino detalhes | Jip Janssen Lars Balk Jonas de Geus Thijs van Dam Thierry Brinkman Seve van Ass Jorrit Croon Justen Blok Derck de Vilder Floris Wortelboer Tjep Hoedemakers Koen Bijen Joep de Mol Steijn van Heijningen Pirmin Blaak Tijmen Reyenga Duco Telgenkamp Floris Middendorp NED Países Baixos | Mathias Müller Mats Grambusch Lukas Windfeder Niklas Wellen Johannes Große Thies Prinz Paul-Philipp Kaufmann Teo Hinrichs Tom Grambusch Gonzalo Peillat Christopher Rühr Justus Weigand Marco Miltkau Martin Zwicker Hannes Müller Malte Hellwig Moritz Ludwig Jean Danneberg GER Alemanha | Jarmanpreet Singh Abhishek Nain Manpreet Singh Hardik Singh Gurjant Singh Sanjay Rana Mandeep Singh Harmanpreet Singh Lalit Upadhyay P. R. Sreejesh Sumit Walmiki Shamsher Singh Raj Kumar Pal Amit Rohidas Vivek Prasad Sukhjeet Singh IND Índia                                    |
| Feminino detalhes  | Anne Veenendaal Luna Fokke Freeke Moes Lisa Post Xan de Waard Yibbi Jansen Renée van Laarhoven Felice Albers Maria Verschoor Sanne Koolen Frédérique Matla Joosje Burg Marleen Jochems Pien Sanders Marijn Veen Laura Nunnink Pien Dicke NED Países Baixos                               | Ye Jiao Gu Bingfeng Yang Liu Zhang Ying Chen Yi Ma Ning Li Hong Ou Zixia Dan Wen Zou Meirong He Jiangxin Fan Yunxia Chen Yang Xu Wenyu Zhong Jiaqi Tan Jinzhuang Yu Anhui CHN China | Sofía Toccalino Agustina Gorzelany Valentina Raposo Agostina Alonso Agustina Albertario María José Granatto Cristina Cosentino Rocío Sánchez Moccia Victoria Sauze Sofía Cairó Eugenia Trinchinetti Lara Casas Juana Castellaro Pilar Campoy Julieta Jankunas Zoe Díaz ARG Argentina |

## Quadro de medalhas
| Ordem | País              | Medalha de ouro | Medalha de prata | Medalha de bronze |   | Ordem por total |
| ----- | ----------------- | --------------- | ---------------- | ----------------- | - | --------------- |
| 1     | NED Países Baixos | 2               |                  |                   | 2 | 1               |
| 2     | GER Alemanha      |                 | 1                |                   | 1 | 2               |
|       | CHN China         |                 | 1                |                   | 1 | 2               |
| 4     | ARG Argentina     |                 |                  | 1                 | 1 | 2               |
|       | IND Índia         |                 |                  | 1                 | 1 | 2               |
| TOTAL | TOTAL             | 2               | 2                | 2                 | 6 | —               |